# Josep Elies Estrugós
Josep Elies Estrugós (Perpinyà, ? — Perpinyà, 1645) va ser un escriptor religiós en llengua catalana del segle xvii.